# Yanic Wildschut
Yanic Wildschut, né le 1er novembre 1991 à Amsterdam, est un footballeur international surinamais évoluant au poste d'ailier gauche à Exeter City.

## Biographie
Le 9 janvier 2016, il rejoint Wigan Athletic.
Le 31 janvier 2017, il rejoint Norwich City.
Le 12 janvier 2018, il est prêté à Cardiff City.
Le 19 juillet 2018, il est prêté pour une saison aux Bolton Wanderers.
En juillet 2021, il signe avec le CSKA Sofia.
Le 22 juillet 2022, il signe avec Oxford United.
Le 15 septembre 2023, il rejoint Exeter City.

## Palmarès
Wigan Athletic
- Champion d'Angleterre de D3 en 2016

 Cardiff
- Vice-champion d'Angleterre de D2 en 2018.

### Distinctions personnelles
- Membre de l'équipe-type de League One en 2016.

## Statistiques
| Saison    | Club      | Pays           | Championnat        | Coupes nationales | Coupes d'Europe | Pays-Bas |
| --------- | --------- | -------------- | ------------------ | ----------------- | --------------- | -------- |
| 2010-2011 | FC Zwolle | Eerste divisie | 33 matchs / 3 buts | 6 matchs / 2 buts | -               | -        |
| 2011-2012 | VVV Venlo | Eredivisie     | 29 matchs / 7 buts | -                 | -               | -        |
| 2012-2013 | VVV Venlo | Eredivisie     | 32 matchs / 1 but  | 3 matchs          | -               | -        |

Dernière mise à jour le 9 juin 2013